# Armando Machuca
Armando Elí Machuca Castillo (Lima, 22 de mayo de 1976) es un actor, comunicador, director y profesor de improvisación teatral peruano, reconocido principalmente por el personaje del «Capitán Coyote» en la secuela cómica peruana El santo convento.

## Biografía
Armando Elí Machuca Castillo nació el 22 de mayo de 1976 en la capital peruana Lima.[cita requerida] Mide 1.75cm. Desde temprana edad, mostró su interés por la actuación y años más tarde, tras acabar la secundaria estudió la carrera de ciencias de la comunicación en la Universidad de Lima, para luego unirse a los talleres de teatro de la mano de Alberto Ísola y el elenco de la Asociación Cultural Patacláun, dirigida por July Naters.
Comenzó su carrera artística allá por el año 1994, participando en diferentes producciones teatrales en su país como extra. Debuta en la televisión en la telenovela La rica Vicky en 1998.[cita requerida]
Pero fue en el año 2007 cuando Machuca asume por primera vez el protagónico en la serie cómica de televisión El santo convento con su personaje del «Capitán Coyote», logrando así alcanzar a la fama y compartió escenas junto a las actrices cómicas Patricia Portocarrero, Saskia Bernaola, Katia Palma y Monserrat Brugué. Gracias al éxito de la ficción, participó con el mismo rol en las temporadas 2008, 2009 y 2010, siendo en esta última titulada como El santo convento se muda a un departamento para Panamericana Televisión incluyendo el otro formato La santa sazón en 2011 por el mismo canal.[cita requerida]
En el teatro, Machuca protagoniza la obra cómica Heroiquísimo de la dirección de Fernando Castro el año 2011, haciendo varios personajes históricos del Perú, retomando el año 2013 y participó en las obras Historias de un caballo y Hamlet, ambas dirigidas por Jorge Chiarella, la cual fue nominado en la categoría «Mejor actor de reparto» por parte de los Premios El Oficio Crítico, galardón del grupo de actores peruanos.
Además, protagoniza su unipersonal Desarmando desde el año 2006, bajo la dirección de Ricardo Morán en su primera edición y el musical Avenida Q con Mayra Couto, la cual ambos realizaron diferentes escenas con títeres en 2012. Fue director del proyecto teatral Forever young, donde a la par, actuaba.
Asumió la coconducción del programa Entre tú y yo al lado de Lorena Caravedo en 2012 y participó en un rol principal de la teleserie Los amores de Polo de la dirección de Efraín Aguilar al año siguiente.
En el año 2016 participó en el programa concurso Los reyes del playback para Latina Televisión y fue director de la obra Padres de la patria al lado de Javier Echevarría, la cual obtuvo el premio de «Mejor director teatral de comedia/teatral/infantil» por parte de El Oficio Crítico. Al año siguiente, protagoniza la cinta navideña Una navidad en verano, compartiendo el rol junto a los actores y cantantes Maricarmen Marin y Marco Zunino, y dirige la obra de teatro Hagamos magia en 2019. Tuvo una breve participación en la película cómica Asu mare 3, donde interpretó a Romualdo en 2018.[cita requerida]
Además, es director creativo de su productora Desarmando Entretenimiento, la cual realiza talleres de actuación e improvisación teatral para niños, adolescentes y jóvenes. Machuca protagoniza el musical Elvis y yo interpretando al fallecido cantante de rock and roll Elvis Presley y fue presentado en el Teatro Barranco el año 2023, que trabajó anteriormente en 2012, y dirige la comunidad virtual Peruvian Fanboy, cuya sinopsis está relacionada con los cómics y superhéroes.
Machuca tuvo una participación especial en la película peruana Soltera, casada, viuda, divorciada en 2023 en el papel de Pablo, el esposo fallecido de una de las protagonistas y estuvo en negociaciones con el canal web peruano No Somos TV ese año para un proyecto. En su lugar, conduce junto a Milene Vásquez el pódcast ¡Qué buen floro! en 2024.

## Vida privada
Machuca estuvo diagnosticado desde los 17 años de insuficiencia aórtica, enfermedad heredada de su familia.

## Filmografía

### Televisión
| Año       | Título                                      | Rol                   | Notas                                            | Emisión                 | Ref.             |
| --------- | ------------------------------------------- | --------------------- | ------------------------------------------------ | ----------------------- | ---------------- |
| 1998      | La rica Vicky                               | Carlos                | Rol principal                                    | Frecuencia Latina       | [cita requerida] |
| 2005-2006 | Mad Science                                 | Él mismo              | Copresentador                                    | Frecuencia Latina       | [ 6 ]            |
| 2007-2009 | El santo convento                           | «Capitán Coyote»      | Rol protagónico                                  | América Televisión      | [ 20 ] [ 21 ]    |
| 2010      | El santo convento se muda a un departamento | «Capitán Coyote»      | Rol protagónico                                  | Panamericana Televisión | [ 4 ]            |
| 2011      | La santa sazón                              | «Capitán Coyote»      | Rol principal                                    | Panamericana Televisión | [cita requerida] |
| 2012-2013 | Entre tú y yo                               | Él mismo              | Coconductor                                      | Panamericana Televisión | [ 9 ]            |
| 2013      | Los amores de Polo                          | Amigo de Augusto      | Rol secundario                                   | América Televisión      | [ 10 ]           |
| 2014      | Conversando con la Luna                     |                       | Rol principal                                    | TV Perú                 | [cita requerida] |
| 2016      | Los reyes del playback                      | Él mismo              | Participante                                     | Latina Televisión       | [ 11 ]           |
| 2017      | Pensión Soto                                | Armando Esteban Quito | Rol principal                                    | Latina Televisión       | [cita requerida] |
| 2020      | La máscara                                  | Él mismo              | Panelista y participante                         | Latina Televisión       | [cita requerida] |
| 2023-2025 | El gran chef famosos                        | Él mismo              | Participante de la tercera temporada (2° puesto) | Latina Televisión       | [ 22 ]           |
| 2023-2025 | El gran chef famosos                        | Él mismo              | Participante de la quinta temporada (10° puesto) | Latina Televisión       |                  |
| 2023-2025 | El gran chef famosos                        | Él mismo              | Presentador interino                             | Latina Televisión       | [ 23 ] [ 24 ]    |
| 2023-2025 | El gran chef famosos                        | Él mismo              | Presentador (1 temporada)                        | Latina Televisión       |                  |

### Cine
| Año  | Título                             | Rol       | Notas                                    | Ref.             |
| ---- | ---------------------------------- | --------- | ---------------------------------------- | ---------------- |
| 2015 | La herencia                        | Novio gay | Rol principal                            | [ 25 ]           |
| 2017 | Una navidad en verano              | Armando   | Rol protagónico Dirección: Ricardo Morán | [ 13 ]           |
| 2018 | Asu mare 3                         | Romualdo  | Rol principal                            | [cita requerida] |
| 2023 | Soltera, casada, viuda, divorciada | Pablo     | Rol de participación especial            | [ 16 ]           |

## Teatro
- Heroiquísimo (2011, 2013).[5]
- Elvis y yo (2012, 2023) como Elvis Presley (protagónico).[14]
- Avenida Q, el musical (2012) como Varios roles (protagónico).[7][8]
- Hamlet (2013).
- Historias de un caballo (2013).
- Super terapia (2014) como Él mismo (director).
- Forever young (2015).
- Padres de la patria (2016) como Él mismo (director general).[12]
- Random, historias improvisadas (2022).[26]
- Una semana nada más (2024-2025).[27]

## Premios y nominaciones
| Año  | Premios                   | Categoría                                 | Trabajo             | Resultado | Ref.   |
| ---- | ------------------------- | ----------------------------------------- | ------------------- | --------- | ------ |
| 2015 | Premios El Oficio Crítico | «Mejor actor de reparto»                  | Hamlet              | Nominado  | [ 2 ]  |
| 2016 | Premios El Oficio Crítico | «Mejor director de obra infantil/comedia» | Padres de la patria | Ganador   | [ 12 ] |